# Поксдорф (Тюрингия)
Поксдорф (нем. Poxdorf) — община в Германии, в земле Тюрингия.
Входит в состав района Заале-Хольцланд. Подчиняется управлению Бюргель (Тюринген). Население составляет 109 человек (на 31 декабря 2010 года). Занимает площадь 4,07 км².